# Cato (Wisconsin)
Pour les articles homonymes, voir Cato.
Cato est une ville du Comté de Manitowoc dans l’état du Wisconsin.
Sa population était de 1 616 habitants en 2000.